# یواس‌اس هلند (اس‌اس-۱)
یواس‌اس هلند (اس‌اس-۱) (به انگلیسی: USS Holland (SS-1)) یک کشتی بود که طول آن ۵۳ فوت ۱۰ اینچ (۱۶٫۴۱ متر) بود. این کشتی در سال ۱۸۹۷ ساخته شد.